# Cristóbal de Oñate
Cristóbal de Oñate (Vitoria, Espanha, 1504 - Pánuco, Zacatecas, México, 6 de outubro de 1567) foi um explorador basco, conquistador e oficial colonial na Nova Espanha. É considerado o fundador da moderna cidade de Guadalajara em 1531, bem como outros lugares em Nova Galiza (oeste de Nova Espanha).

## Juventude
Oñate nasceu em 1552 em Vitoria ou Oñati, no País Basco, Espanha. Seu pai era Juan Pérez de Narriahondo, que na velhice mudou seu nome para Juan de Oñate. Oñate significa "ao pé da passagem da montanha" em língua basca. A mãe de Oñate era Osana González de San Llorente. Ele nasceu na Casa de Haro, cujas origens remontam à Idade Média. Era neto de Pedro de Baeza, Señor de Narrihondo, um dos últimos senhores feudais da Espanha.

## Atividades em Nova Espanha
Oñate chegou a Nova Espanha em 1524 como assistente de Rodrigo de Albornoz. Carlos V nomeou Albornoz auditor, um dos cinco oficiais reais nomeados para supervisionar o governo de Cortés na colônia.
Em Nova Espanha ele se reencontrou com seus sobrinhos, os irmãos gêmeos Juan e Vicente de Zaldívar y Oñate. Cristobal de Oñate casou com Catalina de Salazar de la Cadena, filha de Gonzalo de Salazar e Catalina De La Cadena Maluenda. Este foi o segundo casamento de Catalina. Seu tio materno, Antonio De La Cadena Maluenda, era Tesoureiro da Nova Espanha. Gonzalo Salazar era um oficial de alta patente na tesouraria da colônia, e às vezes um membro da junta militar que governou a Nova Espanha.
Em 1529 ele participou da expedição de Nuño de Guzmán, que conquistou a parte ocidental do México (os atuais estados de Nayarit, Jalisco, Colima, Aguascalientes e partes de Sinaloa, Zacatecas e San Luis Potosí). Esta conquista brutal levou apenas alguns anos, e a região recém-conquistada se tornou conhecida como Nova Galiza. A fundação das cidades de Compostela e Tepic, no atual Nayarit e Guadalajara e Zacatecas é atribuída a Oñate.
Em 1531 (provavelmente em janeiro), Oñate fundou uma pequena cidade perto de Nochistlán, que ele chamou de Guadalajara. Dois anos mais tarde Beltrán de Guzmán visitou a cidade, e, a pedido de seus habitantes, que estavam com medo de ataques de índios e não tinham água suficiente, ele ordenou a transferência para Tonalá. Isso ocorreu em 24 de maio de 1533. Mais tarde, depois que Beltrán retornou para a Espanha, a cidade foi transferida novamente para um local perto de Tlacotan (nordeste da moderna Zapopan). Provavelmente, essa transferência ocorreu entre outubro de 1541 e fevereiro do ano seguinte.
Durante a conquista de Zacatecas ricas minas de prata foram descobertas e fizeram de Cristóbal de Oñate e seus parceiros Diego de Ibarra e Juan de Tolosa entre os homens mais ricos da Nova Espanha. Oñate se estabeleceu na mina de Pánuco em Zacatecas, onde cinco de seus seis filhos nasceram. Um de seus filhos, Juan de Oñate, casou com Isabel de Tolosa Cortes-Moctezuma, neta do conquistador Hernan Cortes e bisneta do último imperador asteca, Moctezuma Xocoyotzin. Juan tornou-se um explorador do oeste da América do Norte e fundador do primeiro assentamento europeu no alto Rio Grande, no atual estado americano do Novo México. Tanto Juan e seu irmão gêmeo Cristóbal de Oñate foram governadores espanhóis do Novo México.
Cristóbal de Oñate foi governador da província de Nueva Galicia em três ocasiões. Ele tentou, sem sucesso, suprimir os índios Caxcán durante a Guerra do Mixtón em 1541 e mais tarde foi acusado pelo líder Caxcán Francisco Tenamaztle de assassinar e explorar os índios. Além de ser conquistador, oficial e proprietário de minas, era um fazendeiro e encomendero. Foi um benfeitor das cidades que fundou. Estabeleceu uma dinastia que manteve a riqueza e o poder durante 300 anos.
Cristóbal morreu em Pánuco, em 6 de outubro de 1567, e foi enterrado na igreja paroquial local. 